# Stanisław Dygat
Stanisław Dygat, född  5 december 1914 i Warszawa, död 29 januari 1978 var en polsk författare och dramaturg.

## Biografi
Dygat hade franskt och polskt medborgarskap. Han studerade arkitektur vid tekniska högskolan i Warszawa och filosofi vid universitetet i Warszawa. 1938 debuterade han som författare med novellsamlingen det skära häftet men kriget avbröt hans karriär. 1939 var han internerad i att läger i Konstanz vid Bodensjön och 1944 var han med om Warszawaupproret. Erfarenheterna från lägret resulterade i debutromanen Bodensjön 1946. Han publicerade sammanlagt sex romaner och dessutom många noveller och artiklar. De flesta av hans romaner har filmatiserats i Polen och han skrev flera filmmanus.
Han var gift med skådespelarna Władysława Nawrocka och Kalina Jędrusik och svåger till Witold Lutosławski.